# Cosme Hoàng Văn Đạt
Cosme Hoàng Văn Đạt SJ (ur. 20 lipca 1947 w Xuân Lai) – wietnamski duchowny rzymskokatolicki, w latach 2008–2023 biskup Bắc Ninh.

## Życiorys
Święcenia kapłańskie przyjął 5 czerwca 1976 w zgromadzeniu jezuitów. Był m.in. mistrzem nowicjatu, kapelanem szpitalnym oraz ojcem duchownym hanojskiego seminarium duchownego.
4 sierpnia 2008 został prekonizowany biskupem diecezji Bắc Ninh. Sakry biskupiej udzielił mu 7 października 2008 bp Pierre Nguyễn Văn Nhơn.
17 czerwca 2023 papież Franciszek przyjął jego rezygnację z pełnionej funkcji.